# Sony Ericsson S500i

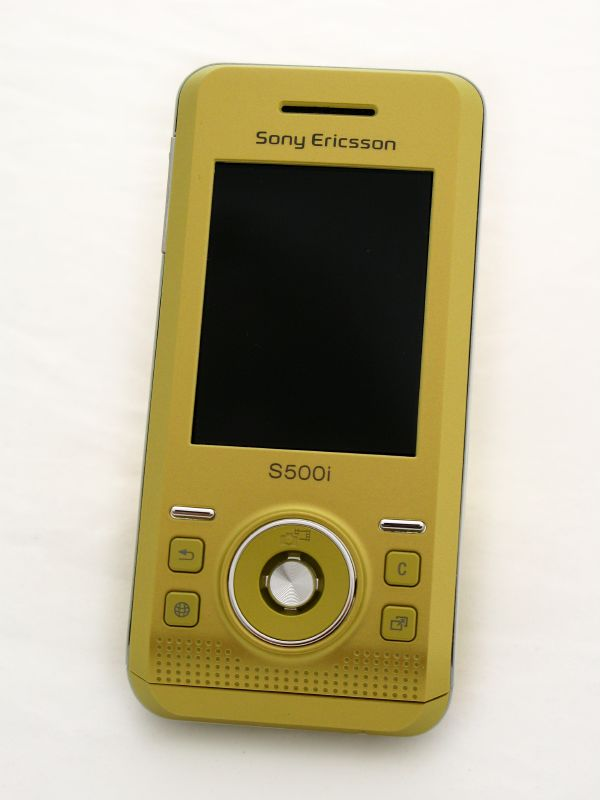
Sony Ericsson S500i

Sony Ericsson S500i är en slide- och designmobil från Sony Ericsson. Den finns i svart, koppar och gulgrön färg. Ett tema som kommer med telefonen ska ändra sig efter tid och datum. Den har en 2-megapixelkamera och plats för ett minneskort av typen Memory Stick M2.
På sidorna lyser den i samma färg som det medföljande temat som ändrar efter datum och tid. Spel som medföljer:
- Brain Juice
- Lumines Block Challenge